# Kernfase
Een kernfase of nucleaire fase in een levenscyclus van een zich geslachtelijk voortplantend organisme, wordt gevormd door de eencellige fase en de (aaneensluitende) generaties met gelijke ploïdiegraad, dus haploïde of diploïde.
Bij veel meercellige eukaryoten treedt in hun levenscyclus een afwisseling van kernfasen op. Veranderingen van ploïdiegraad vinden plaats bij de bevruchting en bij de meiose.
Bij de bevruchting wordt een diploïde zygote gevormd uit de haploïde gameten.
Bij de meiose (reductiedeling, rijpingsdeling) worden haploïde dochtercellen gevormd uit diploïde moedercellen.
Een zich geslachtelijk voortplantende eukaryoot heeft een kernfasewisseling: een cytologische afwisseling van een haplofase en een diplofase. De haplofase wordt gevormd door alle opeenvolgende haploïde stadia na een meiose, de diplofase wordt gevormd door alle opeenvolgende diploïde stadia na een bevruchting.

## Verandering van ploïdiegraad

### Bevruchting en meiose
Bij de vorming van de diploïde zygote versmelten 2 haploïde (1n) voortplantingscellen (gameten) (plasmogamie) en hun celkernen (karyogamie). Hierbij wordt het aantal chromosomen in de zygote, het versmeltingsproduct, diploïde (2n), het dubbele aantal van dat van de gameten. Uit deze zygote kan een meercellige organisme groeien, dat dan de diplofase in de levenscyclus vertegenwoordigt. Als de zygote weer meiotische delingen ondergaat, is er geen haplofase, maar alleen een diplofase te onderscheiden.
Bij een meiose wordt het aantal chromosomen teruggebracht tot het oorspronkelijke haploïde aantal. Het product van meiose zijn geslachtelijke voortplantingscellen of gameten, of sporen die hier ook wel meiosporen genoemd worden.

### Haplofasische, diplofasische en diplohaplofasische levenscyclus
Als in een meercellig diploïde organisme, dus in de diplofase, door de meiotische delingen haploïde gameten worden gevormd, dan zijn dit de enige haploïde cellen in de levenscyclus en is er geen haplofase. Deze diplofasische cyclus komt voor bij diplonten en de meiose heet hier gametische meiose.
Als in een zygote de meiotische delingen optreden, spreekt men van zygotische meiose. In dat geval is de zygote de enige diploïde cel in de levenscyclus en is er dus alleen een haplofase te onderscheiden, de levenscyclus heet dan haplofasische cyclus. Een dergelijk organisme wordt haplont genoemd.

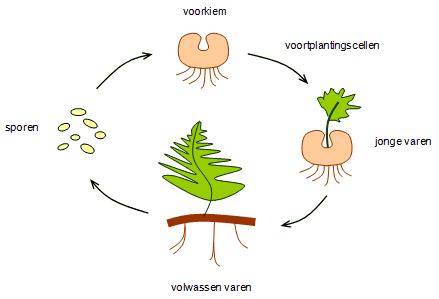
Levenscyclus bij varens

Als de sporen uitgroeien tot een meercellig organisme, vertegenwoordigt dit de haplofase van het organisme, ook als deze niet vrij komt maar zelfs afhankelijk is van een diploïde moederorganisme, zoals bij sommige varens en bij de zaadplanten. Hier is een afwisseling van een diplofase en een haplofase (diplohaplofasische cyclus), en dergelijke organismen worden diplohaplont of haplodiplont genoemd. Bij deze organismen treedt een afwisseling van kernfasen op, dat wil zeggen een afwisseling van een haplofase met een diplofase. Er is dan een generatiewisseling met een haploïde generatie en één of twee diploïde generaties (respectievelijk een digenetische cyclus of een trigenetische cyclus). De meiose treedt ongeveer op in het midden van de cyclus, waarbij de sporen het onmiddellijke product zijn. Men spreekt hier van intermediaire of sporische meiose.
Bij de varens treft men een voorbeeld van een afwisseling van kernfasen aan. De haplofase wordt gevormd door de uit de haploïde spore groeiende voorkiem (prothallium) met voortplantingsorganen. Bij de bevruchting wordt een diploïde zygote gevormd, die uitgroeit tot de volwassen varenplant, de sporofyt. Deze vormt de diplofase. Bij varens zijn beide kernfasen ook verschillende generaties, die zelfstandig kunnen leven.
| Biologische levenscycli bij meercellige organismen met geslachtelijke voortplanting | Biologische levenscycli bij meercellige organismen met geslachtelijke voortplanting | Biologische levenscycli bij meercellige organismen met geslachtelijke voortplanting | Biologische levenscycli bij meercellige organismen met geslachtelijke voortplanting | Biologische levenscycli bij meercellige organismen met geslachtelijke voortplanting                                                        |
|                                                                                     |                                                                                     | Cytologische kernfasewisseling                                                      | Cytologische kernfasewisseling                                                      | Cytologische kernfasewisseling |
| Type organisme →                                                                    | Type organisme →                                                                    | Haplont                                                                             | Diplont                                                                             | Diplohaplont = Haplodiplont |
| ----------------------------------------------------------------------------------- | ----------------------------------------------------------------------------------- | ----------------------------------------------------------------------------------- | ----------------------------------------------------------------------------------- | --- |
| Kernfase; Kernfasewisseling →                                                       | Kernfase; Kernfasewisseling →                                                       | Haplofase; Haplofasisch                                                             | Diplofase; Diplofasisch                                                             | Afwisseling haplofase ↔ diplofase; Diplohaplofasisch = Heterofasisch                                                                       |
| Meiose moment →                                                                     | Meiose moment →                                                                     | Zygotisch                                                                           | Gametisch                                                                           | Sporisch = Intermediair |
| Morfo- logische generatie- wisseling                                                | Monogenetisch: (monofasisch)                                                        | Monogenetische haplont                                                              | Monogenetische diplont                                                              | |
| Morfo- logische generatie- wisseling                                                | Digenetisch: (difasisch)                                                            |                                                                                     | Digenetische diplont                                                                | Digenetische diplohaplonten \| Isomorf, isospoor \| ↓ Heteromorf ↓ \| ↓ Heteromorf ↓ \| \| Isomorf, isospoor \| isospoor \| heterospoor \| |
| Morfo- logische generatie- wisseling                                                | Trigenetisch: (trifasisch)                                                          |                                                                                     |                                                                                     | Trigenetische diplohaplont |
| Isomorf, isospoor                                                                   | ↓ Heteromorf ↓                                                                      | ↓ Heteromorf ↓                                                                      |                                                                                     | |
| Isomorf, isospoor                                                                   | isospoor                                                                            | heterospoor                                                                         |                                                                                     | |

## Haplofase en haplont
Haplofase is de haploïde kernfase in een levenscyclus van een meercellig organisme. Een haplont is een meercellig organisme met alleen een haplofase. In het einde van de haplofase worden gameten (zaadcellen en eicellen) gevormd, die door een bevruchting een diploïde zygote vormen. Een dergelijke levenscyclus wordt haplofasische cyclus genoemd. Haplonten hebben een zygotische meiose, waarbij de diploïde zygote direct weer meiose ondergaat, waarna zich een haploïde gametofyt ontwikkelt. Er is dus geen diplofase en geen diploïde generatie.
Groepen met alleen een haplofase (haplonten) zijn onder andere Dinophyta (dinoflagellaten), Chlorophyceae (groenwieren) pro parte, Zygomycota (lagere schimmels) en Ascomycota (zakjeszwammen) p.p.

## Diplofase en diplont
Diplofase is de diploïde kernfase in een levenscyclus van een organisme. Diplonten zijn organismen met alleen een diplofase in hun levenscyclus (diplofasische cyclus). Omdat de diploïde generatie de gameten vormt is dit een gametofyt. De haploïde gameten worden door een reductiedeling gevormd. De gameten zijn dan de enige haploïde cellen in de levenscyclus. Een eigenlijke haplofase ontbreekt en er is alleen een diplofase met een of twee generaties.
Voorbeelden: Diatomeeën (kiezelwieren), bruinwieren (Phaeophyceae) p.p., groenwieren (Chlorophyceae) p.p., waterschimmels (Oomycota) en zakjeszwammen (Ascomycota) p.p.

## Dikaryofase

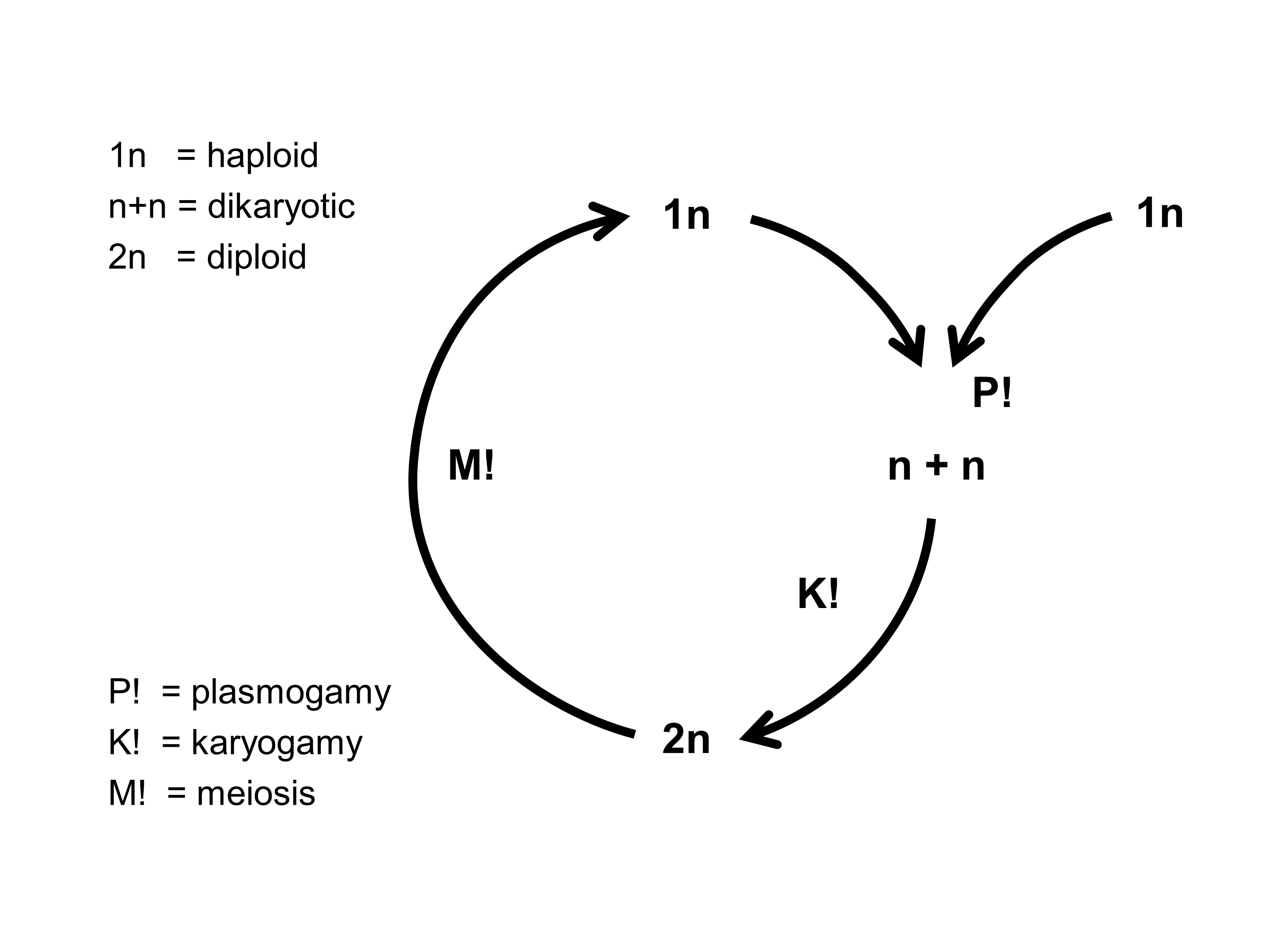
De dikaryofase is bij Basidiomyceten en Ascomyceten een fase tussen de haplofase en de diplofase: er zijn per cel twee haploïde (n) kernen.

De dikaryofase is een fase in de levenscyclus waarbij cellen na een bevruchting en voor de versmelting van de kernen langduriger twee kernen bevatten: de dikaryon-toestand. Het betreft een kernfase die ligt tussen een haplofase en een diplofase. 
Een dikaryon is een cel met twee haploïde kernen die synchroon delen. De versmelting van de kernen levert een diploïde kern op. 
De dikaryofase komt voor bij de Dikaryomycota of Dikarya, de groep van schimmels waartoe de Ascomyceten en de Basidiomyceten behoren. 

## Diplohaplont en kernfasewisseling
Diplohaplonten zijn meercellige organismen met een levenscyclus met zowel een haplofase als een diplofase: een kernfasewisseling. Een dergelijke levenscyclus wordt diplohaplofasische cyclus genoemd. Door meiose worden sporen gevormd. Als een spore is uitgegroeid tot een meercellig organisme, vertegenwoordigt dit de haplofase van het organisme, ook als deze niet vrij leeft maar zelfs afhankelijk is van een diploïde moederorganisme.
De diplohaplonten zijn te vinden onder de landplanten (Embryophyta), zoals de mossen en verwanten, maar ook de varens, de naaktzadigen en de bedektzadigen. Deze hebben alle een digenetische cyclus: er is een diploïde generatie, die afwisselt met een haploïde generatie. De diploïde generatie is de sporofyt, die door meiose de haploïde sporen vormt. Hieruit groeien haploïde gametofyten, die de geslachtelijke voortplantingscellen (gameten) vormen. Bij de bevruchting ontstaat hieruit de diploïde zygote, waaruit zich weer de sporofyt ontwikkelt.
Verdere groepen met zowel een haplofase als een diplofase zijn onder andere veel bruinwieren (Phaeohyta), groenwieren (Chlorophyceae) p.p., zakjeszwammen (Ascomycota) p.p., roodwieren (Rhodophyta) p.p., mossen (Bryophyta) en verwanten, varens, naaktzadigen en bedektzadigen.
Diplohaplonten met een trigenetische cyclus komt voor bij de roodwieren (Florideophyceae), Ascomycota p.p. (Taphrinomycetidae en Ascomycetidae) en Basidiomycota (steeltjeszwammen)

## Samenvattend overzicht
| ← | bevruch- ting | B! { |

| →R! | zygotische meiose | → |

| ← | bevruch- ting | B! { |

| →R! | zygotische meiose | → |

| ← | bevruch- ting | B! { | ← ← |

| →R! | gametische meiose | → → |

| ← | bevruch- ting | B! { | ← ← |

| →R! | gametische meiose | → → |

| ← | bevruch- ting | B! { | ← ← |

| →R! | gametische meiose | → → |

| ← | bevruch- ting | B! { | ← ← |

| →R! | gametische meiose | → → |

| ← | bevruch- ting | B! { | ← ← |

| →R! | sporische (intermediaire) meiose | → |

| ← | bevruch- ting | B! { | ← ← |

| →R! | sporische (intermediaire) meiose | → |

| ← | bevruch- ting | B! { | ← ← |

| →R! | sporische (intermediaire) meiose | → |

| ← | bevruch- ting | B! { | ← ← |

| →R! | sporische (intermediaire) meiose | → |